# Peter Slanina
Peter Slanina (* 16. prosince 1959 Banská Bystrica, Československo) je československý hokejový obránce, který, nebýt základní vojenské služby strávené v Dukle Trenčín, by strávil podstatnou celou hráčskou kariéru v jednom hokejovém týmu - TJ VSŽ Košice. Reprezentoval Československo na jednom mistrovství světa.

## Hráčská kariéra
Jeho prvoligová hokejová kariéra začala v rodném městě, v hokejovém oddíle Iskra Smrečina Banská Bystrica. V roce 1978 po úspěšném výsledku a výkonu na MEJ 1977 přestoupil do týmu nejvyšší soutěže TJ VSŽ Košice. Kromě dvouleté základní vojenské služby v rámci československé hokejové ligy nikdy nepřestoupil. V roce 1989 po uvolnění státních hranic si vyzkoušel i zahraniční angažmá, v jeho případě se jednalo o finskou ligu, kde hrál 3 sezóny nejvyšší hokejovou soutěž SM-liiga a kariéru zakončil jednou sezónou v druhé nejvyšší soutěži Mestis.
V rámci československé hokejové ligy získal 2 mistrovské tituly. V roce 1988 k titulu přidal navíc ocenění nejofenzivnějšího obránce ligy.
V reprezentaci odehrál 54 zápasů, ve kterých vstřelil 3 góly. I přes vyšší věk se mu podařilo si zahrát 2 zápasy v nově vytvořené slovenské hokejové reprezentaci.

## Trenérská kariéra
Po skončení hráčské kariéry zůstal u hokeje, kde pracuje na pozici asistenta či hlavního trenéra, jak na úrovni mládeže, tak i na úrovni dospělých. Mezi jeho místa působení patří: HK Spišská Nová Ves, HC Košice, MsHK Žilina. V roce 2007 se hokejově vrátil do Banské Bystrice, kde působil jako trenér mládeže. Ze začátku vedl tým extraligových dorostenců, následně trénoval juniory HC 05 Banská Bystrica, s kterými v sezóně 2008-2009 vybojoval bronzové medaile. V oddíle působí i v sezóně 2011-2012.